# Орлевич Ігор Ярославович
І́гор Яросла́вович Орле́вич (нар. 27 лютого 1968, Дмитре, Львівська область, Україна — пом. 9 грудня 2022, Підгородне, Донецька область, Україна) — старший лейтенант Збройних сил України, учасник російсько-української війни. Лицар ордена Богдана Хмельницького III та II ступенів.

## Біографічні дані
Ігор Орлевич народився в селі Дмитре, де навчався в загальноосвітній школі I—II ступенів. Закінчив Львівське професійно-технічне училище № 25, відбув строкову військову службу. Далі працював на Львівському заводі телеграфної апаратури та у Львівському трамвайно-тролейбусному управлінні. У 2014—2016 роках брав участь в Антитерористичній операції на сході України. З 2016-го працював санітаром у Львівській обласній клінічній психіатричній лікарні.
З початком повномасштабного вторгнення російської армії воював у 128-ій окремій гірсько-штурмовій бригаді на території Донецької та Херсонської областей. Загинув 9 грудня 2022 року поблизу селища Підгородне Донецької області отримавши смертельні поранення. У нього залишилися мати, сестра, дружина та троє дітей.

## Нагороди
- орден Богдана Хмельницького III ступеня(20 липня 2016) — за особисту мужність і високий професіоналізм, виявлені у захисті державного суверенітету та територіальної цілісності України, вірність військовій присязі[3];
- орден Богдана Хмельницького II ступеня(12 лютого 2024, посмертно) — за особисту мужність, виявлену у захисті державного суверенітету та територіальної цілісності України, самовіддане виконання військового обов’язку[4].